# Ottmar Gerster
Pour les articles homonymes, voir Gerster.
Ottmar Gerster, né le 29 juin 1897 à Braunfels et mort le  31 août 1969 à Borsdorf, est un altiste, chef d'orchestre et compositeur allemand. Il fut recteur de l'École supérieure de musique Franz Liszt à Weimar.

## Biographie
Ottmar Gerster naît en 1897 à Braunfels, situé à environ 50 km au nord de Francfort. Son père est neurologue et sa mère pianiste. Après ses études secondaires, il entre en 1913 au conservatoire Hoch où parmi ses professeurs figurent Bernhard Sekles (improvisation) et Adolf Rebner (violon). C’est là qu’il fait la connaissance de Paul Hindemith.
Entre 1916 et 1918, il doit interrompre ses études pour accomplir son service militaire. Il termine ses études avec succès en 1920. À partir de 1921, il travaille avec l'Orchestre symphonique de Francfort, d'abord comme premier violon et de 1923 à 1927, en tant qu'altiste soliste. Pendant les années 1920, Gerster a également rejoint le mouvement syndical et organisé  des chorales de travailleurs. En outre, de 1927 à 1947, il a enseigné le violon, l’alto, la musique de chambre, la théorie musicale et la composition à la Folkwang Universität à Essen.
En janvier 1933, le NSDAP (parti nazi) prend le pouvoir. Au cours des douze années qui suivent, la relation de Gerster avec le régime a été ambivalente ; parfois il collabore, parfois la relation est problématique.
Il compose une Weihespruch (consécration) pour le régime en 1933, ainsi qu'un hymne de bataille pour l’organisation chrétienne allemande intitulé Ihr sollt brennen (vous devez brûler) sur un texte de Baldur von Schirach et en 1936, une chanson populaire intitulée Die fremde Braut (la mariée étrangère) ainsi qu'une œuvre chorale Deutsche Flieger (aviateurs allemands). En 1939, il doit brièvement reprendre du service dans l’armée, en tant que soldat pour la construction de routes. En 1940, il compose une chanson dont il écrit aussi les paroles, intitulée Lied der Essener Straßenbaukompanien (Chant du corps bâtisseur de la route d’Essen). La première représentation de son opéra Die Hexe von Passau  (la sorcière de Passau) a eu lieu à Düsseldorf en 1941. D'autres représentations suivent immédiatement à Brême, Magdebourg, Essen et Liegnitz. La même année, la ville de Düsseldorf lui décerne le prix Robert-Schumann. En 1943, l'Office national de production musicale (die Reichsstelle für Musikbearbeitung) lui accorde un contrat de 50 000 Reichsmarks pour composer son opéra Rappelkopf (tête brûlée), rebaptisé plus tard Das verzauberte Ich (le moi enchanté).
Dans la dernière phase de la guerre, en août-septembre 1944, Hitler fait Ottmar Gerster sur la liste officielle des « artistes divinement doués » (Gottbegnadeten-Liste), avec plus de 1000 personnes appartenant au monde des arts qui, en raison de leur valeur culturelle, devaient être tenues à l'écart de toute implication dans la lutte, même si les armées ennemies étaient avancées, sur le front. C’est à cette période que Gerster retourne à Essen où il vit jusqu'à 1947.
En mai 1945, lorsque la guerre prend fin, le nom de  Gerster se retrouve sur la liste noire de l'armée américaine. Il continue néanmoins à donner des conférences à Essen jusqu’en 1947, année pendant laquelle il quitte la zone britannique et s'installe  dans la zone d'occupation soviétique devenant la RDA. En 1947, il rejoint le Parti socialiste unifié, nouvellement formé. Il accepte un poste de professeur de composition et théorie musicale à École supérieure de musique Franz Liszt à Weimar, dont il est recteur de 1948 à 1951.
En 1950, il devient membre fondateur de l'Académie des arts de la RDA. En 1951, il quitte Weimar pour enseigner à l'École supérieure de musique de Leipzig, où il reste jusqu'à sa retraite en 1962. Entre 1951 et 1968, Ottmar Gerster est président de l'Association des compositeurs et des musiciens de la RDA.

## Style
Ottmar est un compositeur relativement traditionnel, utilisant souvent des modes de musique d'église ; ses œuvres sont la plupart du temps classiques dans leur architecture et il fait un large usage de la sonate. Comme beaucoup de compositeurs de cette époque, il a une affinité pour les chansons folkloriques, et sa musique incorpore parfois ces mélodies.
Il est partisan de la « musique pour les masses » et n'a aucune difficulté à accepter les directives du réalisme socialiste sur lesquelles, du moins au début des années 1950, l'État insiste.
Gerster compose en néo-classique, il est néanmoins capable d'écrire avec beaucoup de pathos. Son style s’apparente parfois à celui de son contemporain, Paul Hindemith.

## Honneurs et récompenses
- 1926 : Prix  de musique Schott[2]
- 1941 : Prix Robert Schumann de la ville de Düsseldorf
- 1951 : Prix national de la République démocratique allemande, Classe 2 pour la  culture et la  littérature
- 1962 : Médaille d’argent Ordre du mérite patriotique
- 1967 : Prix national de la République démocratique allemande, Classe 1 pour la culture et la littérature
- L'établissement public, École de musique Ottmar Gerster de Weimar porte son nom.

## Compositions

### Œuvres pour orchestre
- Symphonie no 1  Kleine Sinfonie  (1933-1934)
- Symphonie no 2  Thüringische Sinfonie  (1949-1952)
- Symphonie no 3  Leipziger Sinfonie  mit Schlusschor (1964-1965, 2. Fassung 1966)
- Symphonie no 4 Weimarer Sinfonie (un seul mouvement terminé, 1969. pour le 20e anniversaire de la RDA)
- Oberhessische Bauerntänze (1938)
- Festive Toccata (1941-1942)
- Festival Overture 1948 (de) (1948)
- Dresdener Suite (1956)

### Concertos
- Concerto pour piano en A (1931, rév. 1955)
- Concerto pour violon (1939)
- Concertino pour alto et orchestre de chambre op.16 (vers 1928)
- Concerto pour violoncelle en ré (avant 1946)
- Concerto pour cor (1958)
- Capriccietto pour quatre timbales et orchestre à cordes (ca. 1932)

### Opéra
- Mme Liselotte , Oper (1932-1933; UA 21. Oktober 1933, Essen)
- Enoch Arden oder Der Möwenschrei , Opera (1935-1936; 15. UA Novembre 1936, Düsseldorf; Texte: Karl Michael von Levetzow)
- Die Hexe von Passau , Oper (1939-1941; UA 11. Oktober 1941, Düsseldorf)
- Das Ich verzauberte , Oper (1943-1948, 1949 UA, Wuppertal)
- Der fröhliche Sünder , Oper (1960-62)

### Diverses œuvres vocales
- Das Lied vom Arbeitsmann  (1928)
- Der geheimnisvolle Trompeter , cantate (1928)
- Wir! , Sozialistisches Festspiel (1931-1932)
- Ihr sollt brennen , Kampfchoral der Deutschen Christen (Texte: Baldur von Schirach, 1933)
- Gedenket ihrer , Kantate für Sopran, Sprecher, Männerchor und Orchester (1939, pour Heroes nazis Day)
- Eisenkombinat Ost , Kantate (1951)
- Sein rotes Bannière , Song Karl Marx (1954)
- Ballade vom Manne Karl Marx und der Veränderung der Welt  (Texte: Walther Victor, 1958)
- Nombreux chœurs
- Lieder
- Volksliedbearbeitungen

### Musique de chambre
- Quatuor à cordes Nr.1 in D (1920-1921)
- Quatuor à cordes Nr.2 in C (1954)
- Trio à cordes op.42 (ca. 1922)
- Sextet à cordes en c op.5 (1921-1922)
- Sonate pour violon et piano (1950-1951)
- Sonate pour alto et piano Nr.1 in D (1919 à 1922)
- Sonate pour alto et piano Nr.2 in F (1954-1955)
- HIGS quartet  pour 4 contrebasses (1932)
- Sonatine pour hautbois et piano (1969)
- œuvre pour Accordéon

### Pour piano
- Fantaisie in G op.9 (1922)
- Sonatine (1922-1923)
- Autres petites compositions[3],[4]